# Una madeja de lana azul celeste
Una madeja de lana azul celeste es una obra de teatro en cuatro actos de José López Rubio, estrenada en 1951.

## Argumento
El matrimonio formado por los recién casados Daniel y Clara sufre una crisis tras la entrada en escena de Lucrecia, una mujer que intenta seducir al joven marido. La situación entra en una nueva fase cuando Clara da a entender, mediante una madeja de lana azul que está esperando un hijo varón.

## Estreno
- Teatro Reina Victoria. Madrid, 7 de diciembre de 1951.
  - Intérpretes: Tina Gascó, Antoñita Más, Carlos Casaravilla, Rosita Lacasa, Juan Cortés.

## Cine
En 1964 se estrenó una versión cinematográfica, dirigida por José Luis Madrid y protagonizada por Marisa de Leza, Rosita Yarza y José María Seoane.